# Влахопулос, Аристотелис
Аристотелис Влахопулос (греч. Αριστοτέλης Βλαχόπουλος, 1866—1960) — греческий генерал-лейтенант. Кратковременно (с ноября 1920 по январь 1921) был начальником генерального штаба.
В греческой военной историографии обвиняется в том, что в период Малоазийского похода, будучи командующим II корпусом армии, в победном для греческого оружия самом большом сражении войны при Эскишехире «своими колоссальными ошибками» позволил туркам избежать полного разгрома:58.

## Биография
Аристотелис Влахопулос родился на острове Керкира в 1866 году. Поступил в Военное училище эвэлпидов, которое окончил 12 августа 1887 года в звании младшего лейтенанта артиллерии.
Получив звание лейтенанта в 1892 году, принял участие в «странной» и кратковременной греко-турецкой войне 1897 года в качестве командира артиллерийской батареи.
Позднее был назначен в генеральный штаб армии, где служил до 1913 года, получив последовательно звания капитана (1902), майора (1910) и подполковника (1912).
В мае 1914 года был назначен военным атташе в греческое посольство в Сербии (связанной в тот период с Грецией греко-сербским оборонительным союзом 1913 года).
Вернулся в Грецию в августе 1915 года для того, чтобы возглавить Военное училище эвэлпидов.
Однако в силу того, что в сентябре была объявлена мобилизация, поскольку греческий премьер-министр Элефтериос Венизелос готовился прийти на помощь Сербии подвергшейся австрийскому вторжению, училище было распущено и Влахопулос был назначен командиром V корпуса армии в городе Патры.
В период Национального раскола был в числе противников вступления Греции в войну на стороне Антанты и, будучи сторонником короля Константина, выступал против премьер-министра Венизелоса. Оставался в Патрах до мая 1917 года. В том же году возглавил Военное училище эвэлпидов:507.
После того, как в июне 1917 года король Константин был изгнан и к власти пришёл Венизелос, Влахопулос был отправлен в отставку.

## Малоазийский поход
В 1919 году по мандату Антанты Греция заняла западное побережье Малой Азии. Севрский мирный договор 1920 года закрепил регион за Грецией с перспективой решения его судьбы через 5 лет на референдуме населения:16.
Завязавшиеся здесь бои с кемалистами приобрели характер войны, которую греческая армия была вынуждена вести уже в одиночку. Из союзников только лишь Италия с самого начала поддерживала кемалистов. Франция, решая свои задачи, стала также оказывать им поддержку. Греческая армия прочно удерживала свои позиции.
Геополитическая ситуация изменилась коренным образом и стала роковой для греческого населения Малой Азии после парламентских выборов в Греции в ноябре 1920 года. Под лозунгом «мы вернём наших парней домой» на выборах победила монархистская «Народная партия». Возвращение в Грецию германофила Константина освободило союзников от обязательств по отношению к Греции. Не находя дипломатического решения в вопросе с греческим населением Ионии, в совсем иной геополитической обстановке, правительство монархистов продолжило войну. Напрягая свои ограниченные людские ресурсы, Греция мобилизовала ещё 3 призыва в армию.

### Влахопулос в Малой Азии
После поражения Венизелоса на парламентских выборах ноября 1920 года Влахопулос был отозван в действующую армию и был назначен начальником штаба армии. Однако вскоре по его личному запросу он был переведён в экспедиционный корпус в Малую Азию, где он принял командование III корпусом армии (январь-май 1921) и II корпусом армии (май-июль 1921).
Командуя III корпусом армии, Влахопулос принял участие в «Весеннем наступлении» греческой армии. Хотя в конечном итоге наступление оказалось успешным, на участке Влахопулоса туркам удалось остановить его корпус в первом и втором сражении при Инёню, подтвердив тем самым тот факт, что греческой армии противостояла уже регулярная армия:44.
Правительство монархистов торопилось закончить войну и сразу затем предприняло «Большое летнее наступление», в ходе которого Влахопулос командовал II корпусом армии.
В ходе этого наступления греческая армия одержала победу в самом большом сражении войны при Афьонкрарахисаре — Эскишехире, где как писал командующий армией, генерал Анастасиос Папулас, «если бы не были совершены колоссальные ошибки командиром II корпуса (Ар. Влахопулос) с полной уверенностью можно заявить, что армия кемалистов была бы полностью разгромлена у Кютахьи»:58.
Историк Д. Фотиадис соглашается с обвинениями генерала Папуласа в адрес Влахопулоса, соглашается с термином разгром, но ставит под сомнение термин смертельный удар. Генерал Папулас снял Влахопулоса с должности командира корпуса «за неспособностью» и назначил на его место командира XII дивизии принца Андрея:58.

## Последние годы службы
Не завершив войну, 28 июля/10 августа 7 греческих дивизий форсировали Сакарью и пошли на восток.
Греческие историки, такие как Сарандос Каргакос и Димитрис Фотиадис:82 именуют поход этих 7 дивизий «эпосом греческой армии». Армия проявила свои боевые качества, понесла тяжёлые потери в ходе последовавшего «эпического сражения», где победа была близка:357, но исчерпав все свои материальные ресурсы, и на располагая материальными и людскими резервами не смогла взять Анкару в порядке отошла назад за Сакарью. Фронт застыл на год.
Командование армии отдавало себе отчёт о реальном положении и письмом командующего А. Папуласа от 8/21 сентября информировало правительство, что после девяти лет непрерывных войн требуется завершения похода (то есть только политический выход из тупика):158.
Позиционируя себя победителями, монархисты не могли отступить. Армия продолжала удерживать фронт «колоссальной протяжённости, по отношению к располагаемым силам», что по заявлению Александроса Мазаракиса, кроме политических ошибок, стало основной причиной последовавшей катастрофы.
Страна не располагала финансами для продолжения войны. Пятимесячный тур премьер-министра Димитриса Гунариса по союзным столицам был безрезультатным, после чего он подал в отставку 29 апреля 1922 года. Премьером стал Николаоса Стратос:167.
Нерешительность правительства в принятии политических или военных решений, как-то отход на менее растянутую линию обороны вокруг Смирны, привела к отставке А. Папуласа. На его место был назначен родственник премьера Н. Стратоса, «неуравновешенный»:169 Георгиос Хадзианестис. Первые же шаги Хадзианестиса имели далеко идущие трагические последствия. Находясь в Смирне, в сотнях километров от фронта, он взял на себя непосредственное командование всеми 3 корпусами армии. Вторым шагом стала его «бредовая идея» занять Константинополь силами двух дивизий, в качестве шантажа союзников и Кемаля:171.
Для этой цели он перебросил 20 тысяч солдат во Фракию, оголяя и без того не густую линию фронта. Планы и действия поддерживаемого правительством Хадзианестиса вынудили подать в отставку ряд штабистов и боевых офицеров. Однако не решившись на внезапное занятие Константинополя, правительство обратилось к союзникам с просьбой о занятии города, что было своего рода угрозой:352.
Шантаж не удался. Союзники объявили, что дали указание своим частям остановить силой любое продвижение греческой армии к Константинополю:172.
В этот период и будучи «жертвой генерала Папуласа», Влахопулос получил назначение в штаб малоазийской армии, а затем, в июне 1922 он был направлен в Восточную Фракию, чтобы принять командование IV корпусом армии. Правление монархистов привело к поражению греческой армии в Малой Азии в августе 1922 года и к Резне в Смирне и Малоазийской катастрофе.
Под давлением своих бывших союзников, Греция была вынуждена отдать туркам Восточную Фракию без боя:396, несмотря на то, что между Малой Азией и Фракией стоял греческий флот и турки не располагали флотом.
Новое революционное правительство отстранило Влахопулоса от командных должностей и от действительной воинской службы в ноябре 1923 года.
Вышел официально в отставку в марте 1928 года по достижении установленного предельного возраста.
Умер в 1960 году.